# 연유

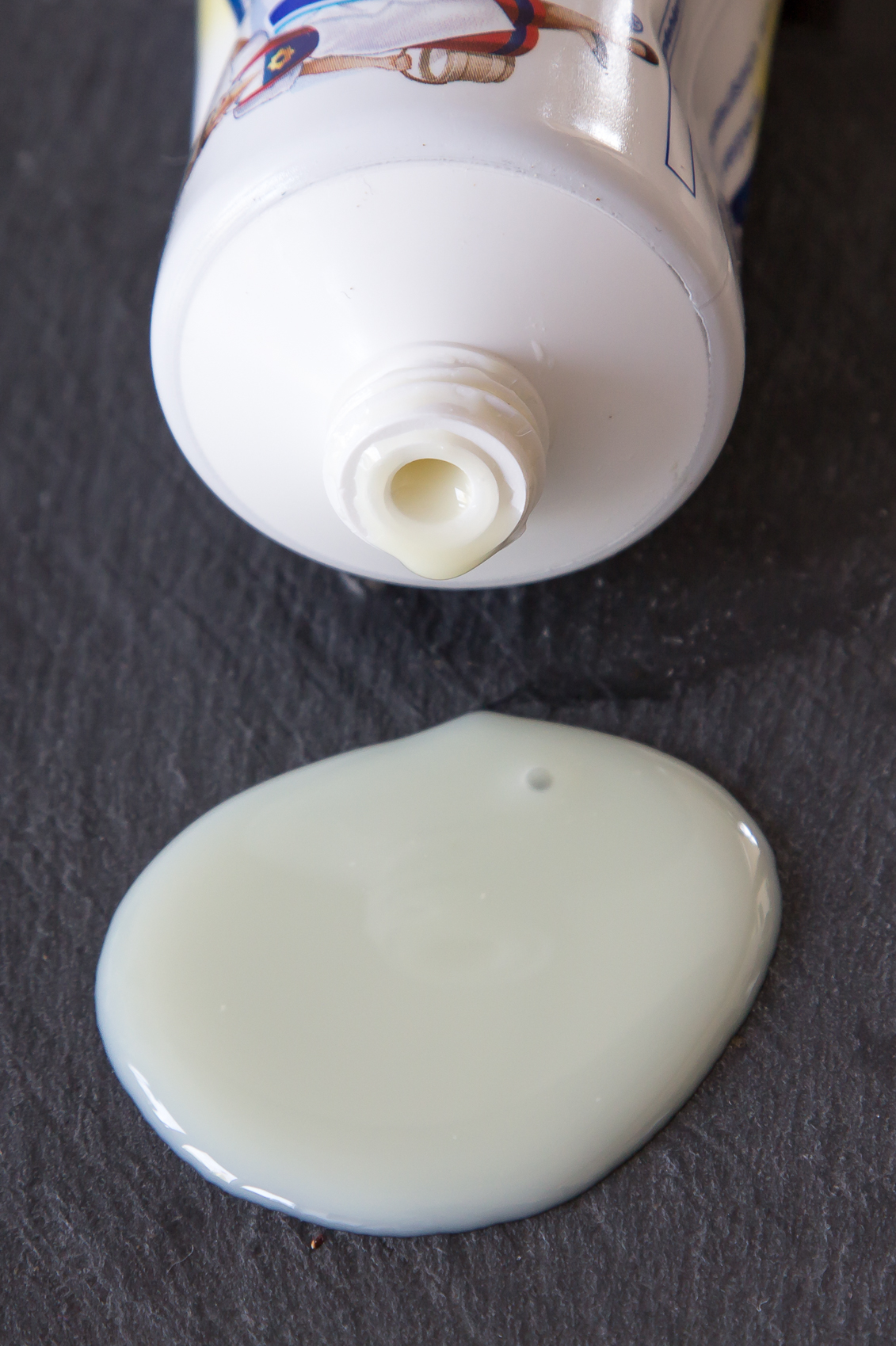
플라스틱 튜브 패키지에서 나온 연유의 모습.

연유(煉乳) 또는 농축우유 혹은 당유(糖乳)는 우유를 저온살균하여 진공상태에서 ½-⅓ 정도로 농축한 것으로, 단백질과 칼슘, 리보플라빈이 많이 들어 있다. 하지만 연유는 쉽게 상하기 때문에 반드시 냉장 보관해야 한다. 연유의 종류로는 설탕 등의 당을 첨가하여 제조하는 가당연유(加糖煉乳), 당을 첨가하지 않은 무당연유(無糖煉乳)가 있다. 또한 일반적인 우유로 제조하는 전지 연유와 탈지유로 제조하는 탈지 연유로도 종류를 나눌 수 있다. 

## 같이 보기
- 토플료노예 몰로코
- 분유